# Derde rail
Derde rail is een methode om een spoorlijn, metrolijn of tramlijn te elektrificeren, als tegenhanger van de bovenleiding. De derde rail wordt vrijwel altijd met gelijkspanning gevoed. De meest voorkomende spanning is 750 volt.

## Derde rail langs de zijkant van het spoor

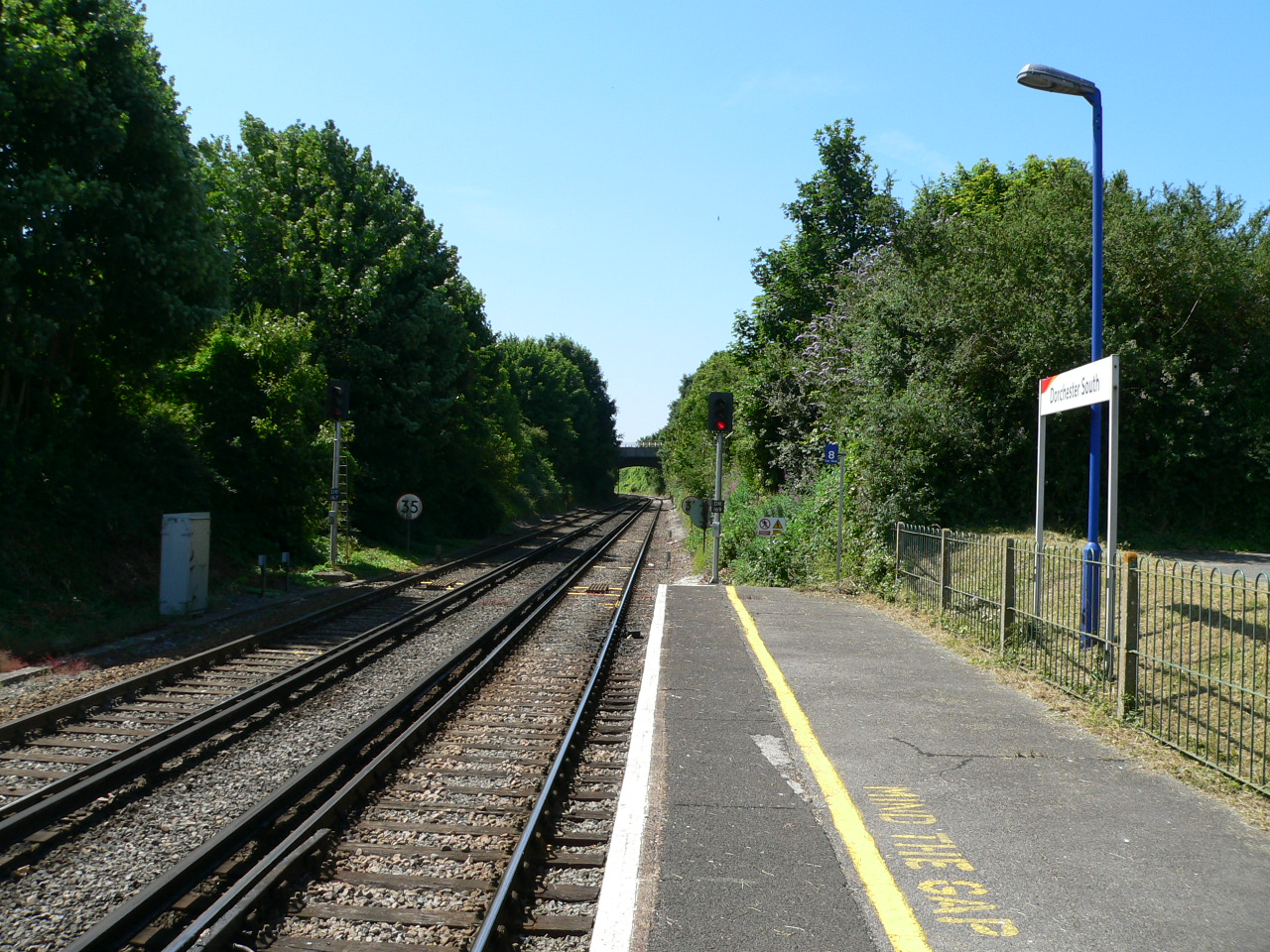
Derde rail in Engeland
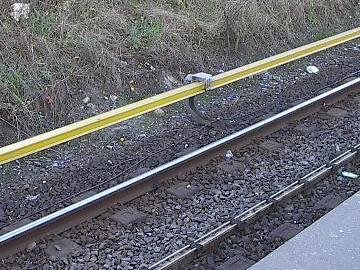
Derde rail (geel) van de Amsterdamse metro
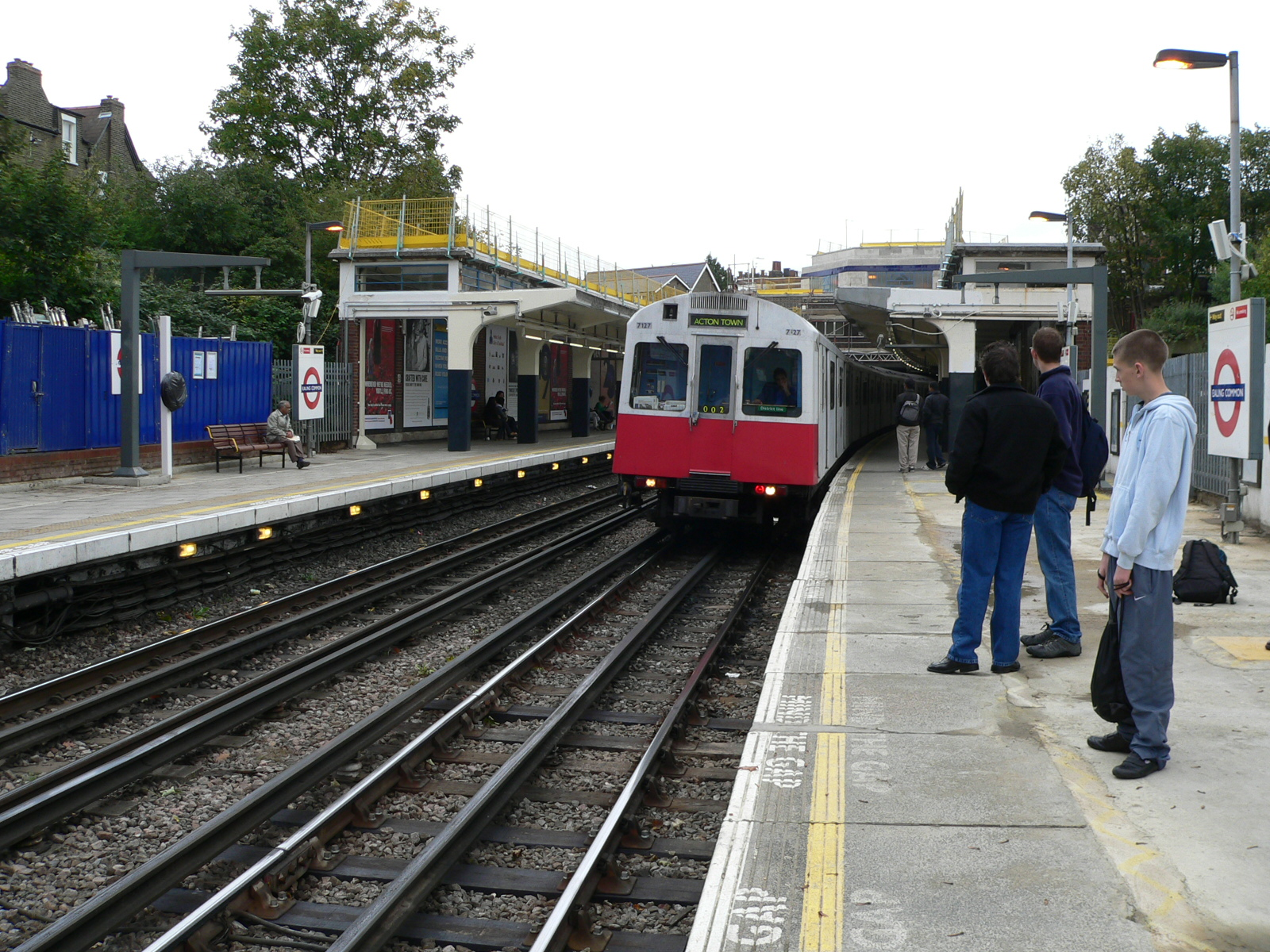
Derde rail (opzij) en vierde rail (in het midden) bij de Londense metro
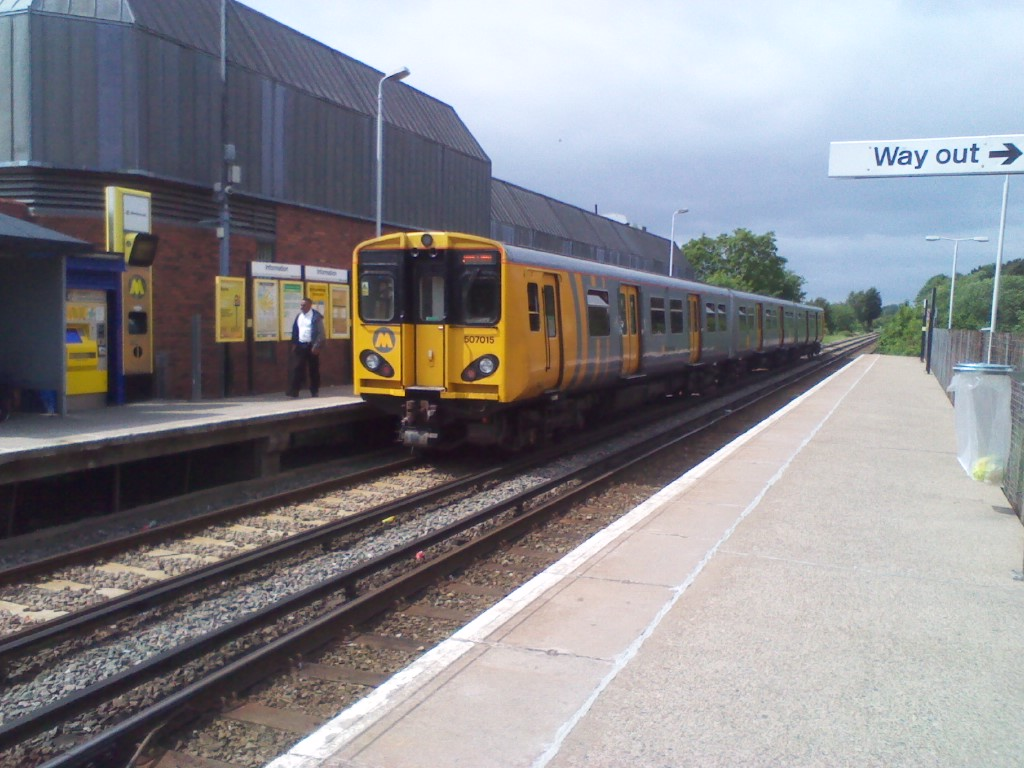
Bache in Chester met derde-rail-British Rail Class 507 Merseyrail

Dit type wordt vooral bij spoorlijnen in Zuid-Engeland, door Merseyrail en bij metro's gebruikt.
Bij de Parijse en Londense metro en de vier kleinprofiellijnen van de Berlijnse metro wordt de stroom afgenomen aan de bovenkant van de rail. De voedingsrail is uiterlijk vrijwel niet te onderscheiden van de rails waarover de wielen lopen. Naast het veiligheidsrisico door aanraken zijn sneeuw en ijs op de rails zeer hinderlijk voor de stroomafname. In Zuidoost-Engeland rijden er speciale treinen bij sneeuwval om de stroomrails schoon te houden.
Bij nieuwere systemen heeft de rail een isolerende kap en wordt de stroom met een sleepschoen aan de onderkant afgenomen. Onder meer de Amsterdamse, de Brusselse en de Rotterdamse metro zijn zo uitgerust. Zie hieronder, elektrocutiegevaar.

## Derde en vierde rail
In Londen en in Milaan wordt ook een vierde rail gebruikt die tussen de spoorstaven ligt. Met zo'n aparte retourstroomleiding kan zwerfstroomcorrosie vermeden worden.
Bij metro's op luchtbanden, zoals bij de metro van Lyon, is aan beide kanten een opstaande rail aangebracht. Deze rails worden niet alleen gebruikt voor de stroomtoevoer, maar ook voor de geleiding van de voertuigen.

## Derde rail tussen de rails
Dit type werd vroeger veel gebruikt bij Franse stadstrams. Bij het tramnet van Bordeaux wordt een verbeterde versie van dit systeem opnieuw gebruikt onder de naam Alimentation par le sol (APS). Bij APS is de derde middenrail verdeeld in verschillende segmenten die alleen onder spanning staan als er een tram overheen rijdt.
Bij bepaalde systemen met voertuigen op luchtbanden, zoals een TVR, VAL of people mover, dient de derde rail niet alleen als stroomvoorziening, maar ook ter geleiding van de voertuigen.

### Modeltreinen
Bij de modeltreinen van Märklin en Trix Express bevindt zich tussen de rails een derde rail. Bij Märklin is de derde rail slecht zichtbaar doordat hij (ongeveer sedert 1960) bestaat uit kleine puntjes. Een langwerpige sleepschoen onder de locomotief neemt de stroom af.

## Derde rail boven het spoor
Onder meer de metro van Madrid en de metro van Barcelona worden van bovenaf gevoed. Er is echter geen slappe draad maar een starre staaf, een mengvorm dus van bovenleiding en derde rail. Doordat de staaf onbeweeglijk is, is een minder hoge tunnel nodig. Bij de Wuppertaler Schwebebahn zijn alle rails aan de bovenkant.

## Voor- en nadelen van derde rail ten opzichte van de bovenleiding
Voordelen:
- Een beperkt omgrenzingsprofiel waardoor goedkopere, minder hoge tunnels aangelegd kunnen worden. Dat is de hoofdreden waarom meestal de voorkeur wordt gegeven aan derde rail voor metro's.
- Minder storingsgevoelig (geen draadbreuken of door de pantograaf kapotgetrokken bovenleiding)
- Geen palen en draden, daardoor goedkoper in aanleg en minder ontsierend

Nadelen:
- Gevaarlijker door kans op elektrocutie
- Beperkte capaciteit, door de nabijheid van de grond moet de spanning laag blijven
- Slecht contact en slechtere stroomafname bij sneeuw en ijs. Bovenleiding kan echter ook last hebben van ijsvorming (ijspegels)

Het tweede nadeel maakt een derde rail onmogelijk voor interlokale spoorwegen en hogesnelheidslijnen, waarbij de hoge snelheid een hoge voedingsspanning vereist.

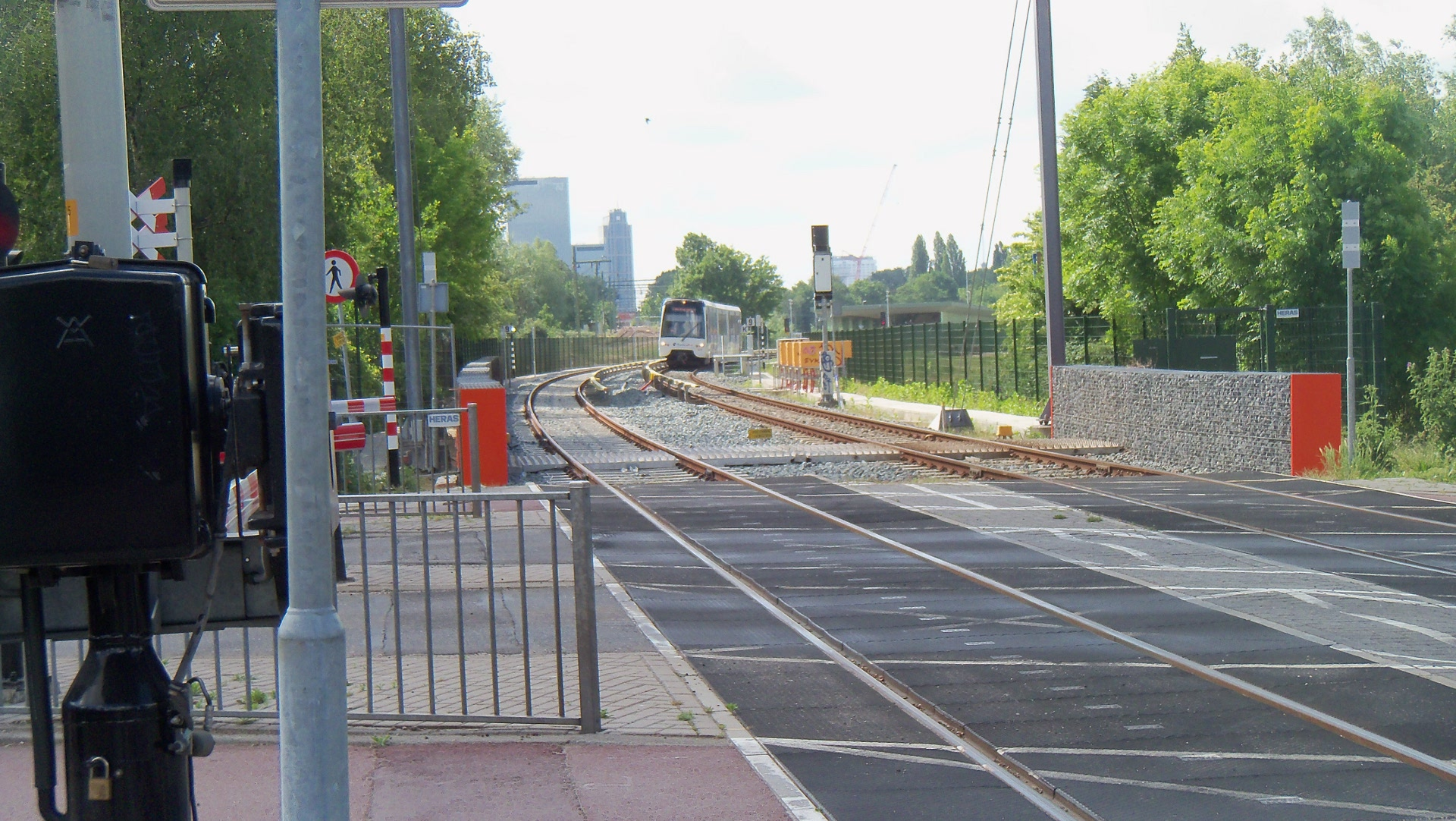
Overweg op Metrolijn E in Rotterdam met onderbroken stroomrail

## Elektrocutiegevaar
Een spoor- of metrolijn is omheind en niet toegankelijk voor publiek. Hierdoor is het elektrocutiegevaar niet bijzonder groot. Overwegen – die zelden voorkomen bij spoorwegen uitgerust met een derde rail – vormen een extra gevaar. Bij de overweg wordt de derde rail onderbroken, maar dit verhindert niet dat personen vanaf een overweg langs het spoor gaan lopen. Bij perrons ligt de derde rail meestal aan de kant die van het perron is afgekeerd, maar toch blijft het gevaarlijk voor een reiziger die van het perron valt.
Bij moderne systemen wordt het gevaar verminderd doordat de rail zich bevindt in een isolerende koker – die de vorm heeft van een omgekeerde U – waarbij de stroom wordt afgenomen aan de onderkant van de derde rail. Deze U-vormige rail is vooral gevaarlijk als men er van onder een hand zou insteken, daarom mogen reizigers pas uit een defecte trein stappen als de derde rail is uitgeschakeld.